# Coca-Cola Light

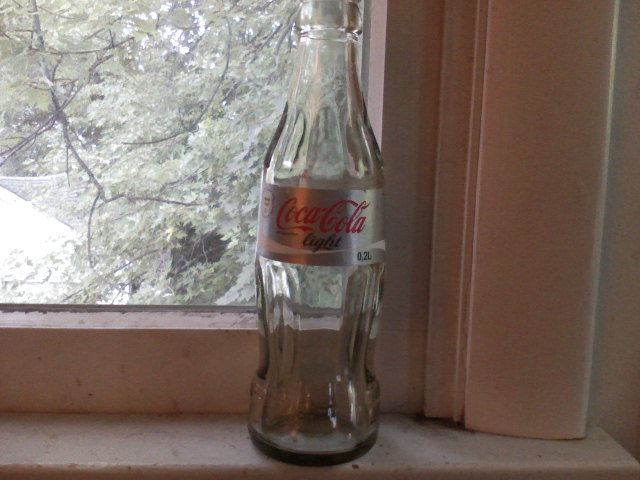
Butelka po napoju Coca-Cola Light

Coca-Cola Light (w Stanach Zjednoczonych znana jako Diet Coke, w niektórych innych krajach jako Coke Light lub Coke Lite) – marka bezalkoholowego napoju gazowanego firmy The Coca-Cola Company. W Stanach Zjednoczonych produkt pojawił się w 1982. Od 1986 był już dostępny w 61 krajach, a do Polski trafił w 1993, jedenaście lat po amerykańskiej premierze. W 2003 napój był dostępny w 146 krajach - w 103 jako Diet Coke, w 43 jako Coca-Cola Light. Podstawową cechą różniącą normalną Coca-Colę od wersji light jest to, że nie zawiera cukru (słodzona jest zamiennikami cukru, np. aspartamem), dzięki czemu zawiera tylko 0,2 kcal w 100 ml. Różni się również smakiem od zwykłej coli.
W grudniu 2016 roku zadecydowano o wycofaniu napoju Coca-Cola Light z polskiego rynku ze względu na zbyt małą liczbę konsumentów. Na rynku pozostała jednak bezcukrowa Coca-Cola Zero.

## Odmiany napoju
W Stanach Zjednoczonych oraz w innych krajach istnieje wiele smaków i odmian Coca-Coli Light:
- Caffeine Free Diet Coke (Coca-Cola Light bez kofeiny) – produkt pojawił się w 1983 w Stanach Zjednoczonych.
- Diet Coke with Cherry (wersja light wiśniowej Coca-Coli) – produkt pojawił się w 1986. Dostępny jest w Stanach Zjednoczonych i Wielkiej Brytanii. W 2018 roku zmieniono nazwę na Diet Coke Feisty Cherry.
- Diet Coke with Lemon (Coca-Cola Light o smaku cytrynowym) – produkt pojawił się w roku 2001, a w 2005 został wycofany ze sprzedaży w Stanach. Wciąż jest dostępny w Austrii, Niemczech, Hiszpanii, RPA, Kanadzie, Hongkongu, Wielkiej Brytanii i Francji.
- Diet Coke Vanilla (Coca-Cola Light o smaku waniliowym) – produkt pojawił się w 2002. Wycofany ze sprzedaży w 2006. Wciąż dostępny jest w Hongkongu i Australii.
- Diet Coke with Lime (Coca-Cola Light z limonką) – produkt pojawił się w 2004 roku w Stanach Zjednoczonych. W 2020 roku zmieniono nazwę na Diet Coke Sublime Lime.
- Diet Raspberry Coke (Coca-Cola Light o smaku malinowym) – produkt wprowadzony na rynek tylko w Nowej Zelandii w 2005 i wycofany ze sprzedaży w 2006.
- Diet Coke sweetened with Splenda (Coca-Cola słodzona sukralozą) – produkt pojawił się w 2005 w Stanach Zjednoczonych.
- Diet Coke Black Cherry Vanilla – produkt pojawił się na rynku w 2006.
- Coca-Cola Light Sango – produkt pojawił się w połowie 2006 w Belgii, Luksemburgu i Francji. W 2018 roku zmieniono nazwę na Diet Coke Zeisty Blood Orange.
- Diet Coke Ginger Lime (Coca Cola Light z imbirem i limonką) - produkt pojawił się w 2018 w Stanach Zjednoczonych. Dostępny także w Niemczech, Belgii, Francji oraz we Włoszech.
- Diet Coke Twisted/Exotic Mango (Coca Cola Light o smaku mango) - produkt pojawił się w 2018 w Stanach Zjednoczonych. Dostępny także w Kandzie, Niemczech, Belgii, Francji, Wielkiej Brytanii oraz we Włoszech.
- Diet Coke Twisted Strawberry/Strawberry Guava (Coca Cola Light o smaku truskawkowym) - produkt pojawił się w 2019 w Stanach Zjednoczonych. Dostępny także w Wielkiej Brytanii, Kanadzie i Irlandii.
- Diet Coke Blueberry Acai (Coca Cola Light o smaku borówki) - produkt pojawił się w 2018 w Stanach Zjednoczonych. Dostępny także w Kanadzie.

## Coca-Cola Zero
Coca-Cola Zero to specjalna wersja Coca-Coli, słodzona aspartamem oraz acesulfamem. W przeciwieństwie do Coca-Coli Light produkowana jest na bazie oryginalnej receptury Coca-Coli. Pojawiła się na rynku w 2005 w Stanach Zjednoczonych. Dostępna jest również w Australii, Nowej Zelandii, Kanadzie, Niemczech, Hiszpanii, Wielkiej Brytanii, Szwecji, Norwegii, Finlandii, Belgii, Grecji, Turcji, Włoszech, Chorwacji i Polsce (od 2008). Dzięki szczególnej mieszance smaków Coca-Cola Zero smakuje jak oryginalna Coca-Cola, podczas gdy Coca-Cola Light ma unikatowy smak. Coca-Cola Zero jest napojem substytucyjnym dla Coca-Coli Light w segmencie napojów niskokalorycznych i bezcukrowych.